# Maidy Teitelbaum
 (janvier 2023).
Si vous disposez d'ouvrages ou d'articles de référence ou si vous connaissez des sites web de qualité traitant du thème abordé ici, merci de compléter l'article en donnant les références utiles à sa vérifiabilité et en les liant à la section « Notes et références ».
Pour les articles homonymes, voir Teitelbaum.
Maidy Teitelbaum est la fondatrice et présidente du festival de films francophones Cinemania jusqu'en janvier 2020. 

## Biographie
Maidy Teitelbaum fonde le festival de films francophones Cinemania en 1995, dont elle quitte la présidence en 2020.

## Décorations
- 2006 - chevalier de l’ordre des Arts et des Lettres[3].
- 2008 - médaille Beaumarchais de la Société des auteurs et compositeurs dramatiques (SACD)[4].
- 2017 - officier de l'ordre des Arts et des Lettres[5],[6].